# Jerarquía de gestión del agua

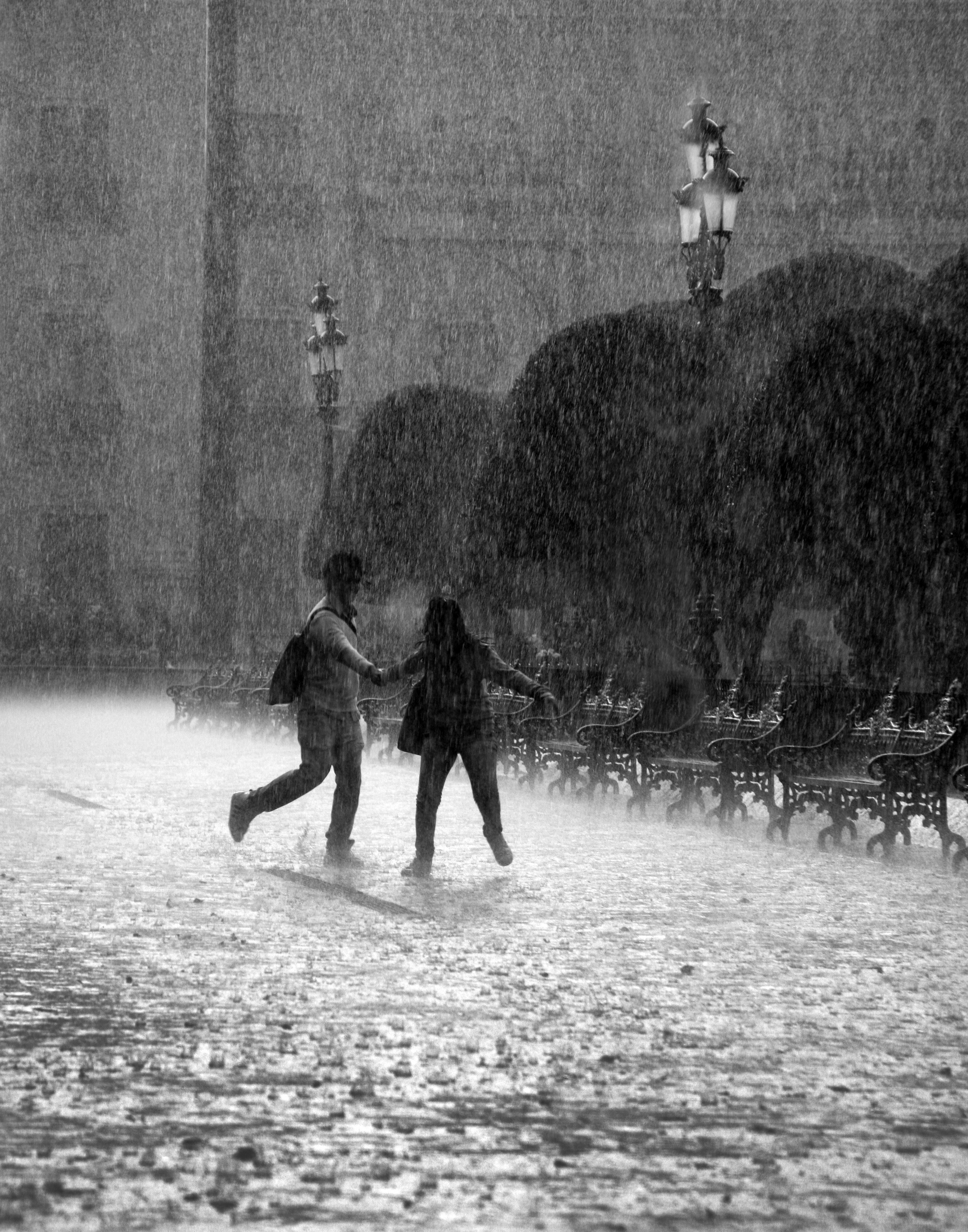
Lluvia. La recolección de agua de lluvia es el tercer escalón de la jerarquía de gestión del agua.

La jerarquía de gestión del agua (WMH por sus siglas en inglés) es una jerarquía de prioridades de ahorro de agua. De mayor a menor prioridad, los niveles de esta jerarquía sonː 
1. eliminación del consumo
2. reducción
3. externalización o reutilización
4. regeneración

La opción preferida es la eliminación del consumo, seguida de la reducción de la demanda de agua. Después  se opta por la externalización (toma de agua de fuentes externas, como la lluvia) o reutilización de aguas residuales. Por último está la recuperación del agua. Sólo se utilizará agua dulce cuando se hayan explorado todas las opciones de ahorro de agua.
A este respecto debe decirse que el tratamiento de aguas residuales suele dividirse en 4 fasesː pretratamiento, tratamiento primario, tratamiento secundario y tratamiento terciario. En algunos casos basta el tratamiento secundario para que el agua tenga las propiedades adecuadas para determinados usos (por ejemplo riego de jardines). A esto se refiere la "reutilización" del nivel 3 de la WMH. En otros casos hay que aplicar el tratamiento terciario, con lo que se consigue "agua regenerada" (nivel 4 de la jerarquía), "agua recuperada" o "agua reciclada".
En inglés el término preferido es water reclamation, y también se emplean wastewater reuse, water reuse y water recycling. En español no se emplea "reclamación de agua" (sería una traducción literal incorrecta), pero sí "agua reutilizada", "agua reciclada" y "agua regenerada". No se ha establecido claramente qué términos se utilizan para aguas que solo han recibido el tratamiento secundario, y cuáles para las que también han recibido el terciario, por lo que al emplearlos en cualquier texto se debe explicitar.
El término "agua tratada" se aplica a la que ha recibido cualquier tratamiento. Pero este puede ser desde el primario recibido por aguas residuales hasta un tratamiento potabilizador recibido por agua procedente directamente de la naturaleza.
La WMH se utilizó como una herramienta de comparación eficaz en una metodología de red mínima de agua eficiente en coste para ampliar los límites de ahorro de agua más allá de los alcanzables mediante el enfoque convencional de Análisis Pinch.